# 典子は、今
『典子は、今』（のりこは、いま）は、1981年制作の日本映画。実在のサリドマイド病患者である辻典子（現：白井のり子）の半生を描いたセミ・ドキュメンタリー的な映画で、辻が本人役で主演している。身体障害者の社会参加を力強く訴えた作品として注目された。
監督は松山善三。松山の妻で元・女優の高峰秀子が辻の演技指導担当の助監督として参加している。
1981年の邦画配給収入第3位 。第4回ジョン・ミュアー医学教育映画祭グランプリ受賞。
2007年11月22日、DVD化された。

## あらすじ
1979年の春、生まれつき両腕がない典子は母・春江と熊本市内の団地で2人で暮らし、ハンディを抱えながらも一般的な高校に通う。典子は手の代わりに足を器用に使って日常の行動を取り、どうしても1人できないことは春江や親友たちに手伝ってもらってきた。ある日典子は高校の授業で「将来の夢」をテーマに一分間スピーチの課題を出されたことで、「私は、今…」と自分の今後について考え始める。
後日スピーチ発表で典子は子供の頃から春江に支えられて日々奮闘してきたことを語り、「卒業したら働いて母を楽にさせたい」と締めくくる。数日後の夜自宅に訪れた担任と校長から市役所の採用試験の話を春江と共に聞いた典子は、翌日から受験勉強に励むことに。11月を迎え試験会場に訪れた典子は教師や友人たちの励ましを受けた後、公務員採用試験に臨む。翌年2月に結果発表が行われ典子は26人に1人の倍率をくぐり抜けて見事合格し、その後春江は無事高校を卒業する娘の姿に目を潤ませる。
4月市役所の障害福祉係の窓口担当となった典子は、受付に訪れる市民たち相手にテキパキと仕事をこなし、社会人として充実した日々を送る。夏のある日典子は、以前手紙をくれた知人女性に会いに休日に1人で一泊二日で広島のとある島まで行くと春江に告げる。春江は「困った時は今まで私や友達が気軽に助けてきたけど、世間はそんな生易しいものじゃない」と反対するが、最後は典子に押し切られてしまう。
後日典子はその道中、勇気を出して見知らぬ人たちに声をかけ切符の購入や食事を手伝ってもらいながら電車や船を乗り継ぎ、手紙の女性宅にたどり着く。残念ながら相手の女性は亡くなっていたが、彼女の兄とその母から温かく迎えられた典子は3人で一緒に楽しく夜を過ごす。翌日典子がその男性と海釣りを楽しむ頃、自宅で過ごす春江は娘の親離れ・自身の子離れができたことに寂しさを少し滲ませながらも嬉しく思うのだった。

## キャスト
松原典子
演 - 辻典子（少女時代：若命真裕子）
昭和37年1月生まれ。熊本市立高等学校に通う高校生。努力家で朗らかな性格で友達には手がないことを冗談で返すなどしている。同級生からは「クラスの中では頭が良い」と評されており、当初は、グラフィックデザイナーを目指して大学進学を考えていた。健常者が手でやる一般的な行動を努力を重ねて足でできるようなったため、足がかなり器用。
松原春江
演 - 渡辺美佐子
典子の母。団地の4階で典子と暮らす。典子が物心付く頃から食事、読み・書き・そろばんを足がかりに徐々に足を使って一人で色々とできるよう教えてきた。典子に愛情を注ぎながら世間の偏見や差別に負けないようにあえて娘に厳しい態度を取ることもある。典子によると忍耐強い性格とのこと。心の中では典子の将来を心配しながらも、普段は娘と時に口喧嘩を交えて賑やかに過ごしている。若い頃は病院の住み込み看護婦をしていたが、典子が高校3年生の頃に辛子蓮根の加工工場で働き始める。

### 現在の典子と関わる人たち
楠（高校教師）
演 - 河原崎長一郎
典子のクラス担任。授業で「将来の夢」というテーマで一分間スピーチをさせた所、個性的だが突拍子もないことを言う生徒がいたため驚く。学校に訪れた春江と典子の進路相談を話合う。
高校の校長
演 - 伊豆肇
進路に悩む典子のことを楠から聞いて後日彼と共に彼女の自宅に訪れ、春江たちに熊本市役所の募集の話をする。その後典子のために公務員採用試験の会場まで楠たちと見送りに来り、後日結果発表を見に行き電話で彼女に伝える。
須藤友子
演 - 日高由
典子の親友。いつも典子を含めて6人ぐらいで学校やその行き帰りなどに行動を共にし、雑談を交わすなどして過ごしている。
増田華子
演 - 稲田智美
典子の親友。高校3年の時点で母親からの勧めで医者の卵と見合いをする。勉強は苦手なため大学進学は考えていない。
学友
演 - 小柳さとみ、木村美智子
他の典子の親友と同じく、必要な時には手助けしながらも障害者として同情などはせず友達として彼女と接している。典子の受験日には他の友達や楠とトランプなどをして数時間を過ごす。
富永健一
演 - 三上寛
広島県大竹市の阿多田島でつねと暮らす青年。漁師で海辺で養殖業をしている。明るく妹思いな性格で子供の頃から妹・みちこをかわいがってきた。趣味はギターの弾き語り。妹を訪ねてきた典子に歌を聞かせたり、仕事場である海で魚釣りを体験させるなどして一緒に過ごす。
富永つね
演 - 鈴木光枝
健一の母。小児マヒにより車いす生活を続けてきた20歳のみちこを亡くして間もない状態で、自宅を訪ねてきた典子に娘の面影を重ねる。「跳んだり、はねたり、泳いだり」や「とんぼ、たんぽぽ、ひばりのこ」などの歌詞のややコミカルな歌を健一と一緒に歌って典子に聴かせる。
富永みちこ
演 - 吉本真由美
典子の文通相手。

### 過去のシーンにだけ登場する人たち
春江の夫
演 - 長門裕之
子供の出産を待ち望んでいたが、生まれた娘(典子)が薬害のせいで両手が極端に小さく生まれたことにショックを受ける。娘の将来を悲観して独断で外科医に頼んで娘の腕の切除手術をしてもらった後、春江に“この子は物心付く前に交通事故で両手を失くした”ことにするよう告げるが、そのまま妻の前から蒸発した。
松崎（養護学校校長）
演 - 下條正巳
全寮制の学校で本人によると比較的障害の軽度な生徒が学んでいるとのこと。「典子をこの学校に入学させたい」と頼みに来た春江と会話をする。
小学校校長
演 - 鈴木瑞穂
典子に簡単なテストをして知能に問題がないことを確認し、「この子は手がなくて不便なだけだ」と入学を許可する。入学式で典子に手のないことを伝えて彼女が困った時は皆で協力してあげるようお願いする。
広瀬先生
演 - 樫山文枝
典子の小学校時代のクラス担任。小学入学年齢に達した典子を校長と共に簡単なテストをする。入学直後の典子のクラスメイトに典子のことで約束事を伝える。思いやりのある性格で学校生活を送る典子を優しく見守る。

### その他
児童相談所の職員
演 - 稲垣昭三
島村洋子
演 - 木村仁美
（役名不明）
演 - 西園寺章雄

## スタッフ
- 企画：財団法人2001年日本委員会
- 製作：高橋松男、柴田輝二
- 監督・脚本：松山善三
- 音楽：森岡賢一郎
- 撮影：石原興
- 照明：中島利男
- 美術：倉橋利韶
- 録音：広瀬浩一
- 編集：園井弘一
- 調音：本田文人
- 記録：野崎八重子
- 助監督：津島勝、古本哲史、北村義樹
- 典子の演技指導：高峰秀子
- スチール：立木義浩
- マンドリン指導：林田戦太郎
- 音楽協力：東芝EMI[4]
- 現像：東洋現像所
- 協力：熊本市、熊本市立碩台小学校、熊本市交通局、熊本電気鉄道、熊本日日新聞社、熊本演劇人協議会、大竹市　ほか

## 主題歌・挿入歌

### 主題歌
- 「典子は、今～愛のテーマ」

富永健一役の三上寛が自宅を訪ねてきた典子に弾き語りで聴かせ、エンドロールでは彼ら2人で歌うバージョンが使用される。他にもこの曲のインストゥルメンタルが、就職した典子が市役所で仕事をするシーンで挿入曲として使われる。

### 挿入歌
- 「三百六十五歩のマーチ」

作詞：星野哲郎、作曲：米山正夫、編曲：小杉仁三／原曲は1968年に水前寺清子が歌った歌。
子供の頃の典子がお絵かきをするシーンや直後の彼女が春江と歩くシーンで歌う。
- 「おてもやん」

熊本民謡。
公務員試験に合格した典子が春江に報告に訪れ、その場にいた職場仲間が2人を祝って歌う。
- 「仰げば尊し」

日本の唱歌。
高校の卒業式で典子たち卒業生が歌う。

## 地上波放送履歴
| 回数 | テレビ局   | 番組名           | 放送日        |
| ---- | ---------- | ---------------- | ------------- |
| 初回 | 日本テレビ | 金曜ロードショー | 1990年8月24日 |